# جوناثان بيرس
جوناثان بيرس (بالإنجليزية: Jonathan Pierce)‏ هو مغني أمريكي، ولد في 11 نوفمبر 1970.